# Satiriasi

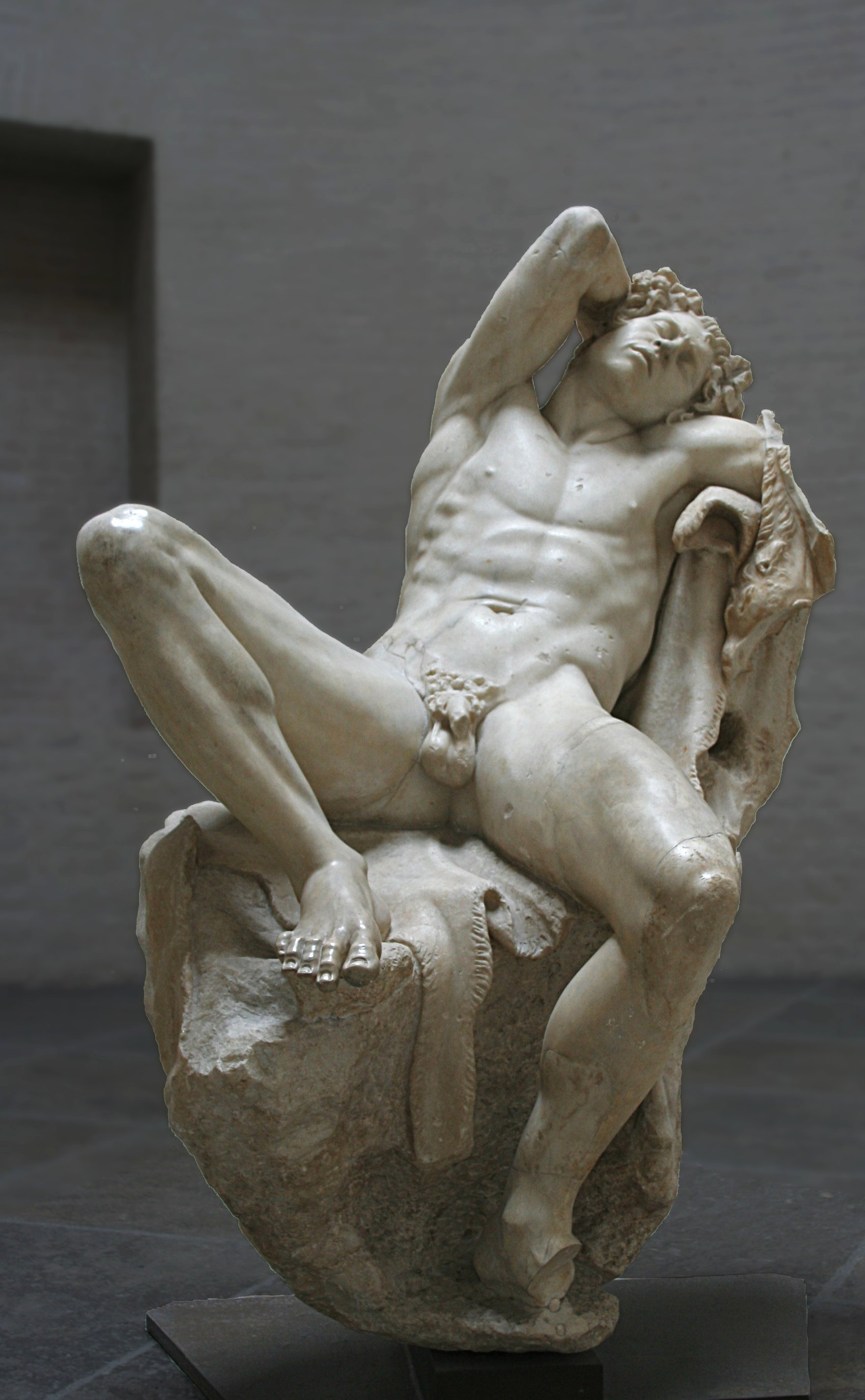
Statua del Fauno Barberini

La satiriasi è un aumento in modo morboso dell'istinto sessuale nel maschio umano. Alla satiriasi, termine derivante dalla figura del satiro della mitologia greca, corrispondeva il concetto di ninfomania riguardante il femminile. I termini, usati in passato nella storia della medicina, oggi sono stati sostituiti a livello scientifico dal concetto di ipersessualità.
Si distingueva in satiriasi tossica, effetto dell'uso di droghe, e satiriasi nervosa, in presenza di alcune malattie mentali.

## Descrizione
Si manifesta il più delle volte come una dipendenza, il soggetto è spesso vittima di pensieri e impulsi di natura sessuale che richiedono sfogo immediato. Erezioni molto frequenti e tendenza a pratiche autoerotiche sono altrettanto usuali in simili individui.